# CSNY Déjà Vu
CSNY Déjà Vu es una película documental dirigida por Bernard Shakey (seudónimo utilizado por Neil Young para dirigir la película) y estrenada en el año 2008

## Argumento
En 2006, los músicos David Crosby, Stephen Stills, Graham Nash y Neil Young volvieron a reunirse bajo la legendaria formación CSNY. Su objetivo era reunir todas sus canciones pacifistas en una sola gira, Freedom of Speech Tour, para protestar contra la Guerra de Irak y la nueva realidad americana tras el 11-S. Aunque sintieron una sensación de «déjà vu» que les recordaba a los años 1960 (cuando eran abanderados del antibelicismo), lo cierto es que esta vez se encontraron con más de una sorpresa.
CSNY Déjà Vu es un documental que sigue la última gira de Crosby, Stills & Nash (and Young), reunidos por las protestas contra la Guerra de Irak y el nuevo sentimiento antibelicista surgido en Estados Unidos. Ellos habían sido una parte esencial en el pacifismo de los años 60, con guerra de Vietnam incluida, por eso decidieron recuperar temas tan comprometidos como «Ohio», «Find the Cost of Freedom» o la polémica «Living With War» para pulsar el estado actual de la sociedad. Sin embargo, se toparon con opiniones encontradas y críticas inesperadas.

## Comentario
Dirigido el propio Neil Young, amparado por las escenas rodadas durante la gira por el periodista Michael Cerre, las imágenes de archivo sobre la banda y los testimonios de políticos y veteranos de Vietnam. Al fin y al cabo, tal y como dice un soldado retirado, la situación actual es como un «déjà vu» donde la historia vuelve a repetirse. Además de editar una excelente banda sonora, CSNY Déjà Vu ha participado en festivales de cine tan prestigiosos como Sundance, Berlín o San Sebastián.